# Caenoura sinuatus
Caenoura sinuatus là một loài ruồi trong họ Asilidae. Caenoura sinuatus được Loew miêu tả năm 1858.